# Koiva
Koiva är en by (estniska: küla) i Valga kommun i landskapet Valgamaa i södra Estland. Byn ligger mellan Riksväg 67 och ån Koiva jõgi (Gauja) som här utgör gräns mot Lettland.
I kyrkligt hänseende hör byn till Hargla församling inom den Estniska evangelisk-lutherska kyrkan.
Före kommunreformen 2017 hörde byn till dåvarande Taheva kommun.